# Le 120 giornate di Sodoma
Le 120 giornate di Sodoma (Les Cent Vingt Journées de Sodome ou l'École du libertinage) è un romanzo incompiuto di Donatien Alphonse François de Sade, che compose nella prigione della Bastiglia nel 1785. L'opera avrebbe dovuto avere particolare importanza nella produzione di de Sade, importanza compromessa in parte dalle complesse vicende della sua redazione e pubblicazione, che ne impedirono il completamento.

## Genesi e storia del manoscritto

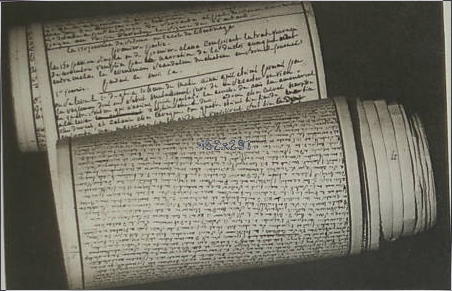
Il rotolo originale redatto alla Bastiglia

Ricopiato da appunti precedenti nel 1785 nel celebre carcere parigino della Bastiglia, dove il Marchese si trovava dall'anno precedente, il manoscritto era composto da una sola lunga pagina formata da fogli incollati insieme per permettere di arrotolarlo in modo da essere meglio nascosto.
Quando il 4 luglio 1789, dieci giorni prima dello scoppio della Rivoluzione francese, il Marchese fu trasferito dalla Bastiglia, incaricò la moglie di andare a pretendere la restituzione degli oggetti lasciati nella propria cella. Ma come egli stesso racconta, la moglie se ne ricordò proprio la mattina del 14 luglio, quando la Bastiglia venne assaltata: perderà così il prezioso manoscritto delle 120 giornate.
Gilbert Lely ha ricostruito l'itinerario percorso dal manoscritto, che fu ritrovato nella medesima cella dove era detenuto il marchese da un certo Arnoux de Saint-Maximin. Successivamente entrò in possesso della famiglia Villeneuve-Trans che lo conservò per tre generazioni. Al volgere del XX secolo fu acquistato da un collezionista tedesco.
Il testo verrà poi recuperato e dato alle stampe (sebbene con numerosi errori di traduzione) nel 1904 da uno psichiatra di Berlino, Iwan Bloch (che usò lo pseudonimo 'Dr. Eugen Dühren' per evitare controversie), che riconobbe la grande importanza scientifica dell'opera osservando le sorprendenti analogie tra i casi narrati da De Sade e quelli illustrati da numerosi psichiatri (in particolare da Krafft-Ebing, al quale si deve l'invenzione dei termini "sadismo" e "masochismo").
Il manoscritto originale rimase in Germania sino al 1929, quando Maurice Heine, incaricato dal visconte Charles de Noailles, noto mecenate, acquistò il rotolo. Venne data alle stampe (tra il 1931 e il 1935) una versione emendata dagli errori, contenuta in volumi in tre quarti, destinata solamente a bibliofili che ne avessero fatta richiesta (al fine di evitare la censura che inevitabilmente si sarebbe abbattuta sull'opera qualora fosse stata pubblicata in forma libera). Tale versione è considerata la prima edizione ufficiale dell'opera originale.
Nel 1985 il manoscritto fu venduto da un discendente del visconte ad un collezionista di libri rari, in particolare erotici, Gérard Nordmann (1930-1992). In seguito (nel 2004) il manoscritto fu esposto pubblicamente per la prima volta presso la Biblioteca Bodmeriana, a Ginevra, dove rimase fino al 2014.
Nell'aprile del 2014 il manoscritto è stato acquistato per 7 milioni di euro da Gérard Lhéritier, presidente dell'associazione privata Aristophil e dell'Istituto di Lettere e Manoscritti di Parigi. Già assicurato dal gruppo Lloyds per 12 milioni di euro, fu poco dopo dichiarato Tesoro nazionale dal Governo francese e preso con prelazione durante un'asta che seguiva l'arresto di Lhéritier per frode. Dal 2021 si trova quindi nella Biblioteca nazionale di Francia, sezione dell'Arsenale, esposto a rotazione nel Musée des monnaies, médailles et antiques.

## Il romanzo
Il romanzo risulta completo solo per la prima parte, corredata anche degli appunti di De Sade sulle correzioni che avrebbe dovuto apportare. Rimangono anche tutti i nuclei dei racconti e un abbozzo della cornice per le altre tre parti, mai sviluppate. Tuttavia ciò che resta permette di osservare l'intera architettura dell'opera, concepita come un'enciclopedia di tutte le perversioni.
L'opera è articolata come un testo organico e comprende un'introduzione, in cui vengono presentati i personaggi ed il contesto scenico entro cui viene ambientata tutta la storia, e quattro parti, ognuna delle quali avrebbe dovuto contenere 150 racconti suddivisi in passioni semplici, doppie (o complesse), criminali ed infine omicide (per un totale quindi di 600 tipi di piaceri). La struttura ricorda molto altri testi simili, quale il Decameron di Boccaccio.

### Trama e personaggi

#### Le premesse della vicenda
La vicenda ha luogo temporalmente verso la fine del regno di Luigi XIV quando, a causa delle numerose guerre da questi sostenute per tenere alto il lustro della Francia tra le nazioni europee, si erano esaurite le risorse dello Stato e impoveriti i ceti produttivi (gli unici soggetti a tassazione), a tutto vantaggio di un ristretto gruppo di speculatori che avevano potuto invece accumulare enormi fortune grazie appunto alle speculazioni e agli appalti sulle forniture belliche. Tra questi personaggi senza scrupoli troviamo i 4 protagonisti della vicenda, appartenenti alla nobiltà di toga e di spada e alle più alte cariche ecclesiastiche. Essi sono:
| Nome                    | Età | Descrizione | Matrimonio |
| ----------------------- | --- | --- | --- |
| Il Duca di Blangis      | 50  | Viene descritto come un tipo di notevole statura e possente forza fisica, prestante e dotato peraltro di una grandissima potenza sessuale, rimasta, nonostante l'età, inalterata. Blangis è un aristocratico totalmente privo di principi morali, desideroso solamente di soddisfare i suoi appetiti e istinti primari in nome di un naturalismo estremo. Tale assenza di scrupoli si è in lui rivelata sin dalla più tenera età, trovando una prima applicazione nell'assassinio della madre e della sorella (quando questa venne a sapere dei suoi piani) da lui attuati per evitare di dover spartire con esse l'immensa eredità paterna. Innumerevoli altri atti infami hanno accompagnato la sua esistenza: ciononostante egli è un personaggio codardo e vile nei momenti di difficoltà e pericolo, una caratteristica questa che egli stesso tuttavia giudica positivamente reputandola un sentimento naturale e legittimo, frutto dell'istinto di conservazione. È vedovo di tre mogli, morte tutte per mano sua ed ha una figlia, Julie, con cui intrattiene una relazione sessuale.                                                                                              | Si marita con Constance, figlia di Durcet. |
| Il Vescovo              | 45  | Fratello minore del Duca, è un uomo flaccido e debole. Viene descritto come una persona dall'aspetto banale, diversamente quindi dal fratello, ma di pari malvagità e superiore raffinatezza di gusti. Nel libro viene narrato di come, nominato tutore di due fanciulli (un ragazzo ed una ragazza), figli di un suo amico e destinatari di un enorme lascito, li abbia privati di ogni loro avere, costringendoli a vivere fino all'adolescenza segregati in condizioni durissime, profittando poi sessualmente di entrambi per poi trucidarli barbaramente. Grande appassionato di sodomia, tanto attiva come passiva; anche quando ha rapporti sessuali con donne e ragazze, si rifiuta recisamente d'aver con loro relazioni vaginali (tranne la volta in cui, unica nella sua vita, ha posseduto la cognata al solo fine di ingravidarla per poter poi, abusando del proprio figlio, assaporare i piaceri dell'incesto), dato che la sola vista della stessa vagina gli crea indicibile disgusto. È il padre di Aline (che passa per esser figlia minore di Blangis), che ha avuto con una delle mogli del Duca; la ragazza è così considerata figlia del Duca e nipote del Vescovo. | Diventa il marito di tutte e tre le figlie degli amici cedendo a loro in cambio Aline, ma pur senza rinunciare ai diritti che aveva su di lei. |
| Il Presidente de Curval | 60  | Il decano della società, un uomo dall'aspetto scheletrico e ripugnante segnato interamente dal vizio, con gli occhi infossati, il corpo completamente peloso e terribilmente sporco che emana un fetore putrido: egli è l'immagine della sua stessa moralità. Preferisce donne come lui rovinate dall'età e dalla malattia, in una degenerazione dei sensi che gli fa apparire desiderabile ciò che è laido. Sebbene sia ben dotato, ha difficoltà di erezione, in quanto nulla ormai lo eccita più di tanto, essendo egli assuefatto ad ogni forma di pratica, per quanto cruenta possa essere. È naturalmente crudele e sadico ed ha utilizzato in passato la sua posizione di giudice per far condannare a morte (sulla base di accuse infondate) degli innocenti di bassa estrazione sociale per poter poi abusare delle loro figlie e mogli. Ha una spiccata preferenza per gli uomini; ma non disprezza, se se ne presenta l'occasione, le vergini. Grande appassionato di sesso anale sia attivo (prediligendo a tale scopo fanciulli di non più di 13-14 anni) che passivo. Ha una figlia, Adelaide, con cui intrattiene una relazione sessuale.                                   | Si marita con Julie, figlia del Duca. |
| Durcet                  | 53  | Un banchiere descritto come basso, grassoccio, di carnagione pallida e ipodotato, è piuttosto effeminato. Preferisce il sesso anale passivo rispetto a quello attivo, questo a causa delle piccole dimensioni del suo pene. Gli piace il sesso orale, l'unico piacere che gode a realizzare in forma attiva. Ha avvelenato la madre, la moglie e la nipote così da ereditarne l'immensa fortuna. | Si marita con Adelaide, figlia del Presidente.                                                                                                 |

Costoro, accomunati oltre che dalle pratiche disoneste e immorali attraverso le quali avevano creato e accresciuto le loro immense fortune anche dalla passione per il libertinaggio più sfrenato, avevano per così dire cementato la loro amicizia attraverso una serie di matrimoni combinati che avevano visto la figlia di Durcet, Costance, sposata al Duca, la figlia del Presidente Curval, Adelaide, sposata a Durcet, e la figlia del Duca, Julie unita al Presidente medesimo. I matrimoni vengono combinati nel patto che le mogli in realtà siano condivise tra i mariti, patto a cui si aggrega anche il Vescovo, portando nella compagnia la sua figlia naturale Aline (frutto di una relazione con una delle precedenti mogli del fratello, il Duca).
| Nome      | Età | Descrizione |
| --------- | --- | --- |
| Constance | 22  | Sposa del Duca e figlia di Durcet: è una donna alta, magra, con la pelle bianca, i lineamenti nobili e una bocca piccola; i capelli e gli occhi sono molto scuri. Il suo carattere è sensibile, leale ed amichevole. |
| Adélaïde  | 20  | Sposa di Durcet e figlia del Presidente: una piccolina magra, bionda e con gli occhi azzurri. La sua bocca è un poco grande con le labbra carnose e rosse. Il suo carattere è descritto come molle ed affetto da romanticismo. Anche se il padre ha cercato con tutti i mezzi di educarla ai principi dell'ateismo, lei nonostante tutto crede ancora in Dio ed è molto devota. |
| Julie     | 24  | Sposa del Presidente e figlia maggiore del Duca: è alta, grassoccia e con capelli lunghi castani, il corpo paffuto. Ha i denti marci e non le piace lavarsi, oltre ad esser molto golosa ed incline all'ubriachezza. |
| Aline     | 18  | Sorella minore di Julie, ma in realtà sua cugina in quanto è la figlia naturale del Vescovo: ha degli occhi marroni molto espressivi, la vita un po' larga e la pelle scura. Sobria e pulita, anche se pigra e indolente. Non sa né leggere né scrivere, detesta il Vescovo ed ha una paura folle del Duca.                                                                     |

#### L'esperimento libertino e le sue componenti
In seguito ad esperienze precedenti analoghe risoltesi in maniera molto soddisfacente i quattro decidono di sperimentare, nelle sue forme al contempo più raffinate e più estreme le pratiche libertine avvalendosi del supporto dei soggetti più adatti a soddisfare le loro necessità e a dare corpo alle loro perversioni. A tal proposito scelgono in primis quattro novellatrici, destinate a raccontare delle cosiddette passioni, perversioni la cui intensità sarà via via crescente con il progredire della vicenda. Le novellatrici, dovendo avere esperienza diretta delle vicende che raccontano, appartengono alla categoria delle prostitute d'alto bordo e delle mezzane. Esse sono:
| Nome          | Età | Descrizione |
| ------------- | --- | --- |
| La Duclos     | 48  | Ancora molto bella e fresca: mora, dalla vita larga e paffuta. |
| La Champville | 50  | Sottile, ben fatta e dagli occhi lascivi; è lesbica. Bionda e con dei begli occhi. |
| La Martaine   | 52  | Grassa, di colorito roseo e sano. Possiede ancora caratteristiche che la definiscono come 'graziosa', ma cominciano ad appassire. |
| La Desgranges | 56  | Alta, magra, pallida e dai capelli castani. Ha solo un seno, in quanto l'altro le è stato asportato, inoltre le mancano tre dita e sei denti. Viene descritta come una delle donne più malvagie e criminali mai esistite. Ha un buon eloquio e molto talento nel convincere gli altri alle proprie ragioni; è una delle persone con miglior reputazione in società. |

Di seguito i quattro libertini si procacciano la materia prima delle loro fantasie, nella fattispecie fanciulle e fanciulli di nobile lignaggio e di età compresa tra i 12 e i 15 anni. La ricerca è in questo caso molto impegnativa e richiede tempo e denaro per potere essere attuata: i protagonisti a tal proposito sguinzagliano nelle provincie del regno e nella città di Parigi delle adescatrici espertissime (17 in tutto) coadiuvate da due aiutanti ciascuna, con l'incarico di consegnare entro 10 mesi 9 fanciulle ciascuna. Allo scadere del termine si sono potute radunare 130 ragazze, dalle quali dopo selezioni di varia natura vengono estratte le 8 prescelte:
| Nome      | Età | Descrizione | Rapimento |
| --------- | --- | --- | --- |
| Augustine | 15  | Figlia di un barone della Linguadoca; un visetto carino e sveglio. | Portata via da un convento di Montpellier. |
| Fanny     | 14  | Figlia di un consigliere della Bretagna; ha un'aria dolce e tenera. | Portata via dal castello di suo padre. |
| Zélmire   | 15  | Figlia del conte di Tourville, signore di Beauce; ha un nobile aspetto e un animo molto sensibile. Era figlia unica e, con una dote di quattrocentomila franchi, doveva sposarsi l'anno seguente con un gran signore. Fu colei che pianse più amare lacrime quando cominciò ad accorgersi dell'orribile destino che l'attendeva. | Il padre l'aveva condotta con sé in uno dei suoi terreni di caccia a Beauce; dopo averla lasciata sola un momento nel bosco, venne immediatamente rapita.                                                       |
| Sophie    | 14  | Figlia di un gentiluomo di Berry; affascinante ed incantatrice. | Rapita durante una passeggiata con sua madre la quale, nel disperato tentativo di difenderla, venne scaraventata in un fiume. La figlia la vide annegare davanti ai propri occhi.                               |
| Colombe   | 13  | Figlia d'un consigliere del Parlamento di Parigi; molto precoce. | Rapita mentre tornava con la sua domestica, a tardo pomeriggio, dal convento in cui era alloggiata, di ritorno da un ballo giovanile. La serva è stata accoltellata e lasciata morire dissanguata sul selciato. |
| Hébé      | 12  | Figlia di un ufficiale di Orléans; ha un'aria molto libertina e gli occhietti seducenti. | Sedotta e rapita dal convento in cui studiava; due suore sono state corrotte con molto denaro. |
| Rosette   | 13  | Figlia di un magistrato di Chalon-sur-Saône. | Suo padre era appena deceduto e lei si trovava in campagna con sua madre; fu rapita da alcuni individui travestiti da banditi.                                                                                  |
| Michette  | 12  | Figlia del marchese di Sénanges. | Portata via nella terra di suo padre nel Borbonés mentre in carrozza veniva accompagnata da due o tre donne del castello, che furono assassinate.                                                               |

Un analogo procedimento di procacciamento e selezione viene parimenti attuato con i fanciulli, tra i quali vengono selezionati:
| Nome      | Età | Descrizione | Rapimento |
| --------- | --- | --- | --- |
| Zelamir   | 13  | Figlio unico di un gentiluomo di Poitou. | Lo avevano inviato a Poitiers per visitare un parente, accompagnato da un unico servitore; quelli che lo stavano attendendo assassinarono il servo e sequestrarono il bambino.                        |
| Cupidon   | 13  | Figlio di un gentiluomo della regione di La Flèche. Studiava nel collegio cittadino.                                                                | Spiato e rapito durante una passeggiata domenicale compiuta dal piccolo fuori dalle mura della scuola.                                                                                                |
| Narcisse  | 12  | Figlio di un uomo di primo piano di Rouen, Cavaliere di Malta.                                                                                      | Rapito a Rouen, mentre viaggiava in direzione del Liceo Louis-le-Grand di Parigi. |
| Zéphyr    | 15  | Figlio di un ufficiale generale di Parigi. Suo padre ha fatto tutto il possibile per poterlo riscattare, ma senza alcun esito. È destinato al Duca. | Il proprietario del convitto dove risiedeva è stato corrotto con molti soldi; egli aveva anzi portato ai sequestratori sette ragazzi, ma venne scelto solo Zéphyr.                                    |
| Céladon   | 14  | Figlio di un magistrato di Nancy. | Rapito a Lunéville, dove si era recato a visitare una zia. È stato l'unico ad essere sedotto da una ragazzina della sua età: lo fece cadere in trappola fingendo di provare amore nei suoi confronti. |
| Adonis    | 15  | Figlio di uno dei presidenti della Camera di Parigi; destinato a Curval.                                                                            | Rapito nel collegio dove studiava a Plessis. |
| Hyacinthe | 14  | Figlio di un ufficiale in pensione della regione di Champagne.                                                                                      | Rapito durante una battuta di caccia, sport che amava molto: il padre commise l'imprudenza di lasciarlo andare da solo.                                                                               |
| Giton     | 12  | Paggio del Re, figlio di un gentiluomo di Nivernés. Destinato al Vescovo.                                                                           | Rapito mentre camminava da solo lungo il viale Saint-Cloud. |

I fanciulli e le fanciulle scartati dalle selezioni, che hanno avuto luogo nei possedimenti di Blangis, sono abusati dai quattro libertini e in seguito rivenduti per una congrua somma ad un mercante di schiavi turco, consentendo in tal modo di recuperare parte della somma spesa.
Un procedimento di procacciamento più semplice si ha con i cosiddetti fottitori, non essendovi la necessità di rapire e in seguito rivendere i soggetti scartati come si era reso necessario con i fanciulli. La selezione, effettuata sulla base della prestanza fisica, della bellezza e soprattutto della dotazione virile dei soggetti, permette di restringere l'originale gruppo di 80 convenuti agli 8 richiesti, tra i quali spiccano Hercule, Antinous, Brise-cul e Bande-au-ciel (denominati nel corso della vicenda come fottitori principali). I fottitori non scelti vengono altresì utilizzati e successivamente ricompensati, concedendo loro di fare ritorno alle loro abitazioni.
| Nome          | Età | Descrizione |
| ------------- | --- | --- |
| Hercule       | 26  | Abbastanza belloccio, però molto perverso, è il favorito del Duca; il suo pene misura otto pollici di circonferenza per tredici di lunghezza. Ha abbondanti e vistose eiaculazioni. |
| Antinoüs      | 30  | Un gran bell'uomo; il suo pene misura otto pollici di circonferenza per dodici di lunghezza.                                                                                        |
| Brise-cul     | 28  | Assomiglia ad un Satiro; il suo pene è contorto e completamente ricurvo, il glande è enorme, misura otto pollici di circonferenza e otto di lunghezza.                              |
| Bande-au-ciel | 25  | È molto brutto, però sano e vigoroso; gran favorito di Curval. Sempre in erezione, il suo pene misura sette pollici di circonferenza per undici di lunghezza.                       |

Gli altri quattro non vengono dettagliatamente descritti, ma si sa che sono tutti dai 25 ai 30 anni e con misure che vanno dai 9 agli 11 di lunghezza e da 7 a 9 di circonferenza.
Si selezionano alfine le quattro serventi. Costoro le si desiderano il più possibile repellenti e marchiate dal vizio e dalla malattia. La ricerca delle vecchie soddisfacenti le caratteristiche richieste ha buon esito e si scelgono infine tra le convenute:
| Nome    | Età | Descrizione |
| ------- | --- | --- |
| Marie   | 58  | Ha subito l'arresto e la marchiatura, è una ladra incallita. Con gli occhi torbidi ed annebbiati, il naso storto e i denti gialli, ha un ascesso in stato avanzato su una natica. Ha dato alla luce, e subito dopo ucciso, ben 14 figli.                 |
| Louison | 60  | Piccola di statura, gobba, guercia e zoppa. Sempre ben disposta a commettere il peggior crimine, ha un carattere estremamente perverso. Sia lei che Marie sono al servizio delle ragazze.                                                                |
| Thérèse | 62  | Ha l'apparenza di uno scheletro, calva e senza denti, la bocca puzzolente ed il sedere crivellato da ferite cicatrizzate. Emana un terribile fetore di sporcizia; ha infine un braccio slogato e zoppica.                                                |
| Fanchon | 69  | Fu impiccata in effigie sei volte, ha commesso ogni crimine immaginabile: strabica, magra e piccola, quasi priva di fronte, le rimangono solo due denti. Ha un cancro al seno che la rode. Spesso e volentieri ubriaca, finisce poi sempre col vomitare. |

#### I luoghi delle 120 giornate
Raccolti i soggetti richiesti, si sceglie il luogo dove attuare le pratiche in tutta tranquillità: a tal fine si opta per l'isolato e inaccessibile Castello di Silling appartenente al finanziere Durcet, situato in Svizzera nella Foresta Nera. In questo luogo convergono, oltre al serraglio dei quattro libertini, anche tre esperte cuoche e tre sguattere.
Il castello viene isolato dall'esterno subito dopo il loro arrivo, avvalendosi della complicità dei vassalli del finanziere, che abitano in un villaggio antistante la fortezza, lungo l'unica via percorribile, ai quali, previo rinnovo di alcuni privilegi rivendicati da essi, viene richiesto di non far passare alcuno che desideri avventurarsi oltre.
Inoltre l'unico ponte di collegamento del castello con le zone contigue, costruito sopra un profondissimo crepaccio viene distrutto al loro passaggio e in seguito le porte esterne del castello vengono murate dall'interno: la reclusione e l'isolamento più assoluto sono dunque raggiunti.
L'isolamento e l'inaccessibilità sono il necessario fondamento della garanzia di impunità, che consente al libertino di agire al di fuori dei vincoli sociali e delle limitazioni poste da chi gli è sopra: ancor prima che geografico quindi il luogo del libertinaggio è mentale e costituisce un mondo parallelo ove trovano piena applicazioni leggi frutto di una morale radicalmente diversa e "altra", se non antitetica rispetto a quella corrente.

#### Il regolamento
Giunti al castello, i quattro signori redigono un regolamento per mettere ordine alle orge sistematiche che si accingono a compiere. Si creano così un codice di autoregolamentazione e di punizioni la cui funzione è sostanzialmente quella di escludere comportamenti non richiesti e veicolare le eventuali infrazioni connesse (fonte di mancato godimento) a punizioni tali da restituire in misura maggiore quanto non è stato loro garantito.
Le punizioni inflitte hanno diversa gravità a seconda di chi compie le infrazioni: i libertini sono soggetti solamente ad ammende pecuniarie (il cui importo verrà eventualmente impiegato per sostenere le spese di un'iniziativa futura analoga alla presente), gli altri con la sola eccezione delle novellatrici, delle cuoche e delle sguattere sono sottoposti a limitazioni di ogni tipo, al fine di evitare sia rapporti illeciti tra i fottitori e le donne, sia di preservare l'oggetto del desiderio dei libertini. Il trattamento più duro è ovviamente riservato alle mogli, degradate al livello di vere e proprie schiave di cui tutti possono liberamente abusare senza incorrere in alcun rischio.
Sono infine bandite dal castello, pena la morte, espressioni di religiosità e devozione, così come tutti quegli atti che possano essere considerati compassionevoli o in generale manifestazioni di empatia nei confronti di un soggetto più debole: ciò riflette l'idea di fondo comune ai quattro gentiluomini della necessità di perseguire una filosofia naturale dotata di una morale a sé, radicalmente diversa da quella cristiana (ritenuta non a caso falsa e distorcente), basata altresì sulla sopraffazione a priori di chi è più debole.
Coloro che commettono infrazioni al regolamento di lievi entità (non tali da essere condannati a morte immediatamente) sono meticolosamente segnati su una lista, e sono puniti da uno dei quattro libertini a turno (anche se il libro su questo punto è oscuro, non descrivendo effettivamente ciò che viene attuato nel corso della punizione, de Sade si riserva di riferire questi dettagli in seguito).
| Ora   | Attività |
| ----- | --- |
| 10:00 | È ora di alzarsi. I quattro fottitori che non sono stati in servizio durante la notte verranno a far visita agli amici, ed ognuno accompagnerà un ragazzino; passeranno successivamente da una camera all'altra. Agiranno secondo il gradimento e il desiderio dei signori. |
| 11:00 | I quattro libertini si dirigeranno nell'appartamento delle giovani, là sarà servita la colazione consistente in cioccolata o arrosto di manzo al vino spagnolo, o altre prelibatezze. Questo pranzo sarà servito da otto ragazze nude, aiutate dalle due vecchie Marie e Louison, adibite all'harem delle ragazze. Se gli amici si sentono pronti a commettere atti osceni con le ragazze durante, prima o dopo questa colazione, esse vi si presteranno con la rassegnazione che è loro imposta ed alla quale non mancheranno senza un duro castigo. Ma si è convenuto che in quell'occasione non vi saranno giochi segreti e particolari, ma solamente davanti a tutti coloro che partecipano alla colazione. Prima di lasciare la stanza delle ragazze, il capoturno libertino incaricato del governo del mese, le dovrà esaminare, per vedere se sono nello stato a loro ingiunto di tenersi (essenzialmente l'essersi o meno recate in bagno ad evacuare); cosa questa che sarà comunicata ogni mattina alle vecchie secondo le necessità di averle in quella determinata condizione fisica. |
| 12:00 | Si passerà quindi nella camera destinata ai ragazzi, al fine d'effettuarvi gli stessi controlli ed eventualmente condannare i trasgressori a severe pene corporali. I quattro ragazzini che non si sono recati quella mattina a trovare i libertini, li riceveranno allora abbassandosi le brache davanti a loro; gli altri quattro rimarranno in piedi in attesa di ordini. I signori si divertiranno o meno con questi quattro non ancora veduti durante la giornata, ma dovranno fare ogni cosa rigorosamente in pubblico. |
| 13:00 | Le ragazze e i ragazzi, sia grandi che piccoli, che avranno ottenuto il permesso di andar a fare i propri bisogni in gabinetto, si recheranno nella cappella ove son stati predisposti i bagni. Vi potranno trovare i quattro libertini, che li attenderanno fino alle 14 (e mai oltre) e che li predisporranno, così come troveranno più conveniente, ai piaceri di quella specie che avranno voglia di concedersi. |
| 14:00 | Verranno servite le prime due tavolate alle quali si pranzerà alla medesima ora, una nella sala grande delle ragazze, l'altra in quella dei ragazzini. L'incarico e responsabilità di servire in queste due tavolate saranno le serve della cucina. La prima tavola sarà composta dalle otto ragazzine e dalle quattro vecchie; la seconda dalle quattro giovani mogli, dagli otto ragazzini e dalle quattro narratrici. Durante questo pasto i signori si recheranno nel salone e quivi potranno liberamente e amabilmente chiacchierare fino alle 15. |
| 15:00 | Sarà servito il pranzo dei padroni, rallegrati dalla vista degli otto fottitori elegantemente e riccamente abbigliati; questi saranno i soli ad avere il permesso d'assistere. Questo pranzo sarà servito dalle quattro mogli completamente nude, aiutate dalle quattro vecchie vestite da streghe. I fottitori a questo punto potranno sottoporre i corpi nudi delle mogli a tutti i palpeggiamenti che vorranno, senza che queste possano in alcuna misura rifiutarsi o difendersi, fino a giungere ai peggiori insulti ed invettive. |
| 17:00 | Terminato il pranzo ci si alza da tavola. I libertini passeranno quindi nuovamente in salotto, ove troveranno due ragazze e due ragazzi (che variano ogni giorno) pronti a servir loro completamente nudi caffè e liquori; non è ancora giunto il momento di dedicarsi a piaceri che possano stancare. Poco prima delle 18, i quattro fanciulli che avranno terminato di servire si ritireranno nel salottino destinato alle narrazioni. |
| 18:00 | I signori giungono nel luogo adibito alle storie. Ognuno i collocherà nel proprio trono. La narratrice comincerà il suo racconto, ma i signori avranno la facoltà d'interrompere ogni qualvolta sentissero il bisogno di descrizioni più approfondite, o anche solo per realizzare qualche fantasia appena salita alla mente. La narrazione dura fino alle 22; per tutto questo periodo di tempo, siccome lo scopo è quello d'infiammare l'immaginazione, ogni perversione sarà permessa, eccetto quelle che violassero l'ordine degli accordi presi riguardanti gli sverginamenti, che dovranno essere sempre rigorosamente rispettati. Ma per il resto si potrà fare tutto ciò che si vuole con chiunque. Il racconto si sospende fino a quando durano i piaceri di colui che l'ha fatto interrompere: sarà ripreso quando avrà finito. |
| 22:00 | Si serve la cena. Le mogli, le narratrici e otto fanciulle andranno velocemente alla propria tavola separata, non essendo mai le donne ammesse alla cena degli uomini. Al termine tutti passeranno nel salotto per assemblee onde celebrare quel che si chiama orgia; qui ritrovatisi (con l'eccezione dei quattro fottitori di servizio la notte) saranno nudi, mischiati e sdraiati su morbidi cuscini per terra: si potrà fare incesto, adulterio e sodomia, tranne come detto la deflorazione. Consegnati a tutti gli eccessi e dissolutezze che possa meglio eccitare a testa. |
| 02:00 | Si ha la cessazione delle orge. I quattro fottitori destinati al servizio notturno verranno, in eleganti vestaglie, a cercare il signore col quale dovrà andar a letto assieme, portando con sé una moglie, uno dei ragazzi eventualmente da sverginare, una delle narratrici ed una vecchia; il tutto sarà compiuto a proprio piacimento con l'unica clausola di ruotare le persone ogni notte. |

A queste si aggiungono anche tutta una serie di regole speciali:
1. Le ragazze osserveranno la regola generale di inginocchiarsi ogni qualvolta vedranno o incontreranno uno degli amici, e vi resteranno fino a che non verrà detto loro di alzarsi. Le punizioni inflitte loro saranno sempre d'una misura doppia rispetto a quelle date ai ragazzi.
2. Chiunque si rifiuti di fare ciò che gli venga richiesto, anche se non ne fosse in grado, verrà severamente punito.
3. La risata inopportuna o la mancanza della dovuta attenzione, di rispetto o sottomissione alle orge sarà sempre considerato come uno dei reati più gravi e perciò puniti anche più crudelmente.
4. Ogni uomo che venga colto in flagranza di reato assieme ad una donna, quando non abbia ricevuto l'autorizzazione a godere di essa, è punito con la mutilazione di un arto.
5. Il minimo atto religioso da parte di chiunque sarà punito con la morte.
6. Durante gli incontri solo ai signori è permesso d'utilizzare le espressioni più licenziose, volgari, salaci e blasfeme.
7. Il nome di Dio può essere pronunciato solo se accompagnato da invettive e maledizioni, queste ripetute il più spesso possibile.
8. Nessuno dei soggetti, maschi o femmine, può lavarsi o andare al gabinetto senza espresso consenso dei signori.
9. Le mogli saranno sempre trattate con più rigore e la massima disumanità, venendo utilizzate nei compiti più vili come ad esempio la pulizia settimanale dei servizi igienici.
10. Chiunque tenti la fuga sarà immediatamente messo a morte.

Tutti sono tenuti a chiamare solo monsignore ognuno degli amici.

### Descrizione delle passioni
Dopo una fase iniziale lasciata all'improvvisazione dei libertini, viene da questi deciso di organizzare le giornate secondo uno schema predefinito e fisso, incentrato sulla narrazione delle cosiddette passioni da parte delle novellatrici. Costoro, alternandosi nell'arco di quattro mesi, hanno il compito di introdurre varie tipologie di perversioni e narrare sulla base delle stesse delle vicende reali delle quali sono state protagoniste o spettatrici.
Le passioni, sulla base della loro intensità e degli effetti che hanno su coloro che ne sono oggetto si distinguono in semplici, complesse, criminali e assassine, in un crescendo di sopraffazione e degradazione morale. La narrazione delle passioni ispirerà i libertini nella realizzazione di "combinazioni" e "quadri" (come li definirà Barthes in un suo saggio) finalizzati al soddisfacimento degli impulsi indotti dalla parola.

#### Passioni semplici
Il primo mese, novembre (peraltro l'unico lasso di tempo descritto esaustivamente e non solo schematicamente da de Sade), è caratterizzato dalla narrazione delle passioni semplici. Si definiscono tali perché non prevedono penetrazioni di alcun tipo. La Duclos, che è la narratrice di queste passioni, dopo aver delineato le vicende salienti della sua infanzia e prima adolescenza che hanno precocemente segnato il suo ingresso nella sfera sessuale, comincia a descrivere approfonditamente le sue prime esperienze legate ad essa.
I suoi aneddoti relativi ai clienti da lei soddisfatti spaziano su una vastissima varietà di pratiche che possono apparire bizzarre e/o disgustose: per citarne alcune, la singolare passione di un uomo consistente nell'eiaculare sul volto di bambine di età non superiore ai 7 anni, la voluttà provata da un altro nel bere urina e da un altro ancora nel mangiare escrementi.

#### Passioni complesse
Le passioni complesse sono narrate nel mese di dicembre e includono atti ancora più estremi e stravaganti. Prendono posto nella narrazione stupri di bambine, incesti, flagellazioni. Ad essi si aggiungono pratiche indubbiamente meno cruente, a carattere sacrilego quali il praticare sesso con suore durante lo svolgimento di una messa ed avere un orgasmo al termine della stessa (Sade riprese alcuni elementi di queste passioni sacrileghe dalla sua stessa esperienza personale, laddove ebbe ad inscenare con una prostituta la crocifissione, atto questo che condusse al suo arresto. Egli stesso, in qualità di ateo convinto in numerose opere scrisse circa il paradosso creato da chi insulta una divinità in cui non crede). Il racconto delle passioni complesse comporta la possibilità, prima severamente vietata, di sverginare infine le fanciulle rapite, oltre che di intensificare il livello delle sofferenze inflitte ai prigionieri nel castello.

#### Passioni criminali
Il mese di gennaio vede la narrazione delle cosiddette passioni criminali, ovvero pratiche al limite dell'assassinio quantomeno sotto il punto di vista morale. Sade indulge nella narrazione di sodomizzazioni di bambine di tre anni, episodi di zoofilia e necrofilia, uomini che costringono le figlie a prostituirsi salvo poi osservarle mentre soddisfano altri pervertiti, mutilazioni e bruciature inflitte. Nel castello parallelamente si procede ad un inasprimento ulteriore del trattamento inflitto ai fanciulli e alle mogli, con regolari torture giornaliere che fanno da contorno a cruente penetrazioni anali.

#### Passioni assassine
Con febbraio si giunge infine alle passioni assassine, ovvero pratiche che conducono alla morte di chi vi è oggetto. Le narrazioni sono effettuate dalla Desgranges che riferisce di bambini prima violentati e poi bruciati vivi, donne incinte sventrate, uomini e donne sottoposti a varie torture di estrema intensità tutte culminanti con la morte delle vittime. Il racconto finale è l'unico, al di fuori di quelli presentati nelle passioni semplici, ad essere narrato in maniera estesa. Vi si racconta di uno spietato libertino, già protagonista di numerose altre passioni precedentemente esposte, compiere un cruento rituale chiamato "Inferno". Questi inizialmente violenta ripetutamente 15 ragazzine, rigorosamente vergini, senza raggiungere l'orgasmo e gettandole, a una a una, in una segreta dedicata allo scopo. Ciascuna delle ragazze viene lì presa in consegna da un complice dell'uomo e sistemata su una delle 15 macchine di tortura ivi presenti. Quando tutte le 15 ragazze sono state violentate e sistemate, l'uomo scende nella segreta bestemmiando come un dannato, nudo e furioso, e si posiziona in modo tale da poter vedere contemporaneamente tutte le vittime. A quel punto le orrende torture iniziano, e il libertino, schiumante di lussuria, si masturba assistendo al dolore straziante presentato in mille modi, raggiungendo quindi l'orgasmo gettando grida che coprono quelle delle vittime della sua crudeltà.
Nel corso del mese di febbraio i libertini, assecondando il climax creato dalle passioni loro esposte, uccidono tramite torture protratte sino alla morte le quattro governanti, tre delle loro quattro figlie, un fottitore, quattro fanciulle e due fanciulli. L'assassinio brutale di Augustine, una delle fanciulle cadute in disgrazia, è descritto vividamente. Ella viene scuoiata e in seguito scarnificata parzialmente; ancora viva le vengono spezzate le ossa e grattati i nervi messi a nudo, il cranio viene scoperchiato e i suoi intestini, tratti fuori dal ventre, le vengono bruciati dinnanzi. Viene finita con una pugnalata al cuore vibrata dall'interno del corpo, infilando un braccio armato di coltello nella vagina.

### La conclusione
Terminate le sessioni dedicate alla narrazione delle passioni, de Sade fa un rapido sommario degli elementi sopravvissuti sino alla fine del mese di marzo, nel corso del quale vengono uccisi la maggior parte dei personaggi rimanenti. Con lo scioglimento delle nevi i libertini e i sopravvissuti, per un totale di sedici persone, fanno ritorno alle loro dimore.
Esterne alla vicenda vera e propria, ma comunque facenti parte del manoscritto originario, vi sono delle annotazioni dello stesso de Sade relative allo sviluppo di varie parti del testo e all'ampliamento di altre già redatte in forma estesa (modifiche che tuttavia non verranno mai attuate a causa della perdita dell'originale da parte di de Sade).

## Una lettura critica
Oltre che enciclopedia di perversione, l'opera Le 120 giornate di Sodoma comprende inoltre, nella sua organicità e completezza, tutta la filosofia del vizio di de Sade, teorizzata già altrove (La filosofia del boudoir), che prevede la ribellione ad una natura che perbenisti ed uomini di chiesa (ma uno dei viziosi è proprio un vescovo) si ostinano a definire contro natura. Questa ribellione comprende soprattutto libertà e perversioni sessuali, ma anche atti come il matricidio, la violenza accanita, la produzione goduriosa di sofferenza.
Pare invece che tutta la tematica sociale, pur visibile nel romanzo, sia solo accessoria. Centrale è invece nella più celebre opera cinematografica di Pier Paolo Pasolini, Salò o le 120 giornate di Sodoma, esplicitamente ispirata al romanzo, ma ambientata nell'ultimo periodo del regime fascista.
Il primo a pubblicare l'opera e a sottoporla ad un vaglio critico, il Dr. Bloch, la considerò come una sorta di "catalogo" delle perversioni sessuali, reputandola un trattato di indubbio valore scientifico ancora prima che letterario, paragonabile alla Psycopathia Sexualis di Krafft-Ebing. Una femminista come Simone de Beauvoir scrisse nel 1955 un breve saggio in difesa dell'opera sadiana intitolato "Dobbiamo bruciare Sade?", in risposta ad un'iniziativa promossa dal governo francese di censurare in Francia Le 120 giornate di Sodoma insieme con altre tre opere principali dello stesso autore.
Un'altra commentatrice femminista, Andrea Dworkin, condannò l'opera definendola un prodotto pornografico di infimo livello, bollando l'autore di misoginia, basando questa valutazione sul fatto che gli stupri, le torture e le uccisioni sono inflitte da personaggi maschili su vittime prevalentemente (ma non esclusivamente) femminili.
La studiosa di de Sade Alice Laborde ha reputato altresì il giudizio della Dworkin come frutto di una lettura erronea e fuorviante degli elementi satirico-novellistici dell'opera. La Laborde ha concentrato la sua analisi dell'opera più che sui suoi contenuti simbolici, sulla funzione assunta dal linguaggio sadiano e dai protagonisti. La presunta misoginia di Sade rientrerebbe in quest'ottica nel campo della critica sociale e della rielaborazione dei modelli letterari della lingua francese.
Angela Carter nel suo libro The Sadeian Woman ha analizzato due personaggi del libro, giudicando Sade stesso come un "pornografo morale", riconoscendogli quindi quella vena sociale già evidenziata da altri critici.
Camille Paglia considera l'intera opera di Sade la risposta satirica a Jean-Jacques Rousseau, laddove viene brutalmente demolita la tesi da questo sostenuta dell'innata bontà umana, posta alla base dell'Illuminismo. La commentatrice evidenzia inoltre parallelismi storici delle vicende del libro con i noti casi di Gilles de Rais e Elizabeth Báthory.

## Salò o le 120 giornate di Sodomadi Pasolini

Pier Paolo Pasolini

Il film, girato nel 1975, è ambientato anziché nel XVIII secolo nel periodo della Seconda guerra mondiale nella Repubblica di Salò, e ha come protagonisti quattro nobiluomini fascisti e nazisti. I "Signori" catturano moltissimi ragazzi e ragazze di giovane età tra i 16 e i 19 anni, tutti provenienti da famiglie povere, e li radunano in un'immensa villa. Lì i Signori, stipulato e firmato un severo regolamento, tratterranno le vittime, sottoponendoli a torture psicologiche mediante i racconti erotici di una meretrice di vecchia data, affinché i giovani possano simulare orgasmi e così avere rapporti con i "signori". Di seguito il regolamento diventerà più crudele e spietato e i Signori costringono le vittime a cibarsi dei loro escrementi per provare piacere sessuale, a sposarsi con i nobili e addirittura tra loro, per finire con la mutilazione fisica di ognuno dei poveri disgraziati da parte dei Signori, mentre uno di loro assiste alla scena con un ghigno.
Il numero quattro è molto frequente nel film: infatti i protagonisti Sua Eccellenza, il Duca, il Monsignore e il Presidente rappresentano i quattro poteri; gli episodi Antinferno, Girone delle Manie, della Merda e del Sangue sono collegati ai cerchi danteschi dell'Inferno, ed anche i quattro soldati ruffiani e meretrici fanno da cornice agli scabrosi episodi del film.
Il film, di gran lunga diverso sia da quelli della Trilogia della vita che da tutti gli altri, denuncia la violenza sessuale nei confronti sia degli uomini che delle donne, offrendo un ritratto orrendo e raccapricciante della "mercé del sesso e del corpo" ai più potenti che ne fanno oggetto di divertimento perverso e maniacale. Alla sua uscita la pellicola fu sequestrata con la denuncia di visione di atti osceni e solo nel 2003 è stata commercializzata in DVD con il divieto di visione ai minori di 18 anni.

## Censure
Nel mese di agosto 2012 la Corea del Sud ha proibito per "estrema oscenità" la pubblicazione delle 120 giornate di De Sade; Jang Tag Hwan, membro della commissione di stato per l'etica editoriale, ha ordinato il ritiro immediato dalla vendita nonché la distruzione di tutte le copie già stampate del romanzo. Ha spiegato che la descrizione dettagliata di atti sessuali commessi con minorenni, oltre alle pratiche di sadismo, incesto, bestialità e necrofilia, è stato fattore determinante nella decisione di considerare come "nociva" la sua pubblicazione.